# Prakryty
Prakryty (sanskryt प्राकृत prākṛta – naturalny, zwykły, potoczny) – grupa języków indoaryjskich, obejmująca potoczne i literackie języki Indii z okresu od V wieku p.n.e. do X wieku n.e. Znane są głównie z inskrypcji, tekstów literackich oraz pism religijnych buddystów i dżinistów. Najważniejsze odmiany literackie to: pali, ardhamagadhi, maharasztri, siauraseni, magadhi.
Język ardhamagadhi (pół-magadhi) jest zwykle uznawany za główny język spośród prakrytów. Gramatyki prakryckie zwykle najpierw definiują jego gramatykę, a później gramatyki pozostałych języków w odniesieniu do niej. Wyjątkiem od tej zasady jest język pali, będący językiem liturgicznym buddyzmu therawady.